# دوشیزه‌ماهی‌های صخره
دوشیزه‌ماهی‌های صخره (نام علمی: Pomachromis) نام یک سرده از تیره شقایق‌ماهیان است.